# Csacai járás

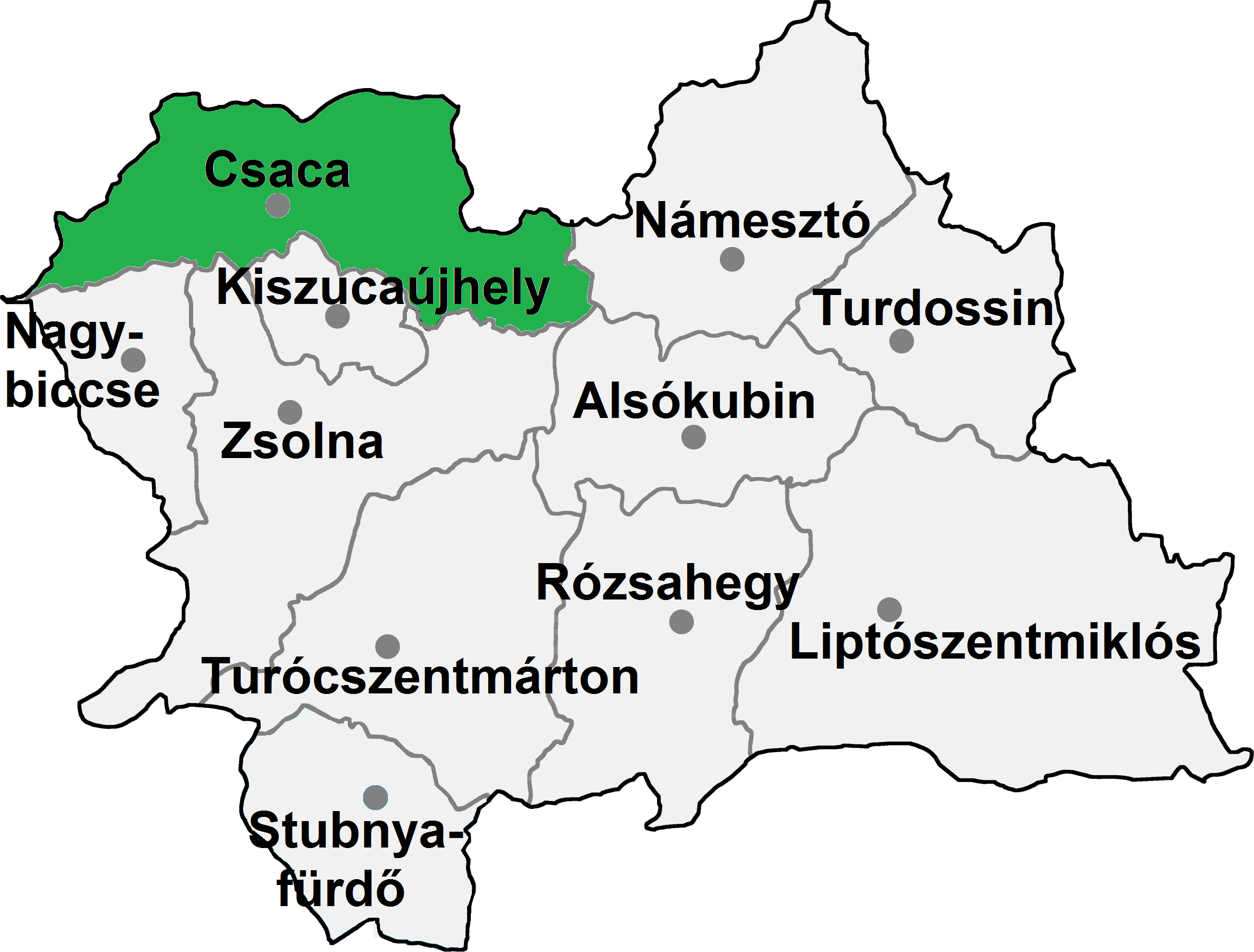
A Csacai járás

A Csacai járás (szlovákul Okres Čadca) Szlovákia Zsolnai kerületének közigazgatási egysége. Területe 761 km², lakosainak száma 91 710 (2011), székhelye Csaca (Čadca). A járás területe teljes egészében az egykori Trencsén vármegye területe volt.

## Népessége
| Év:            | 1994.  | 2004.   | 2014.   | 2024.   |
| -------------- | ------ | ------- | ------- | ------- |
| Emberek száma: | 91 569 | 92 944  | 91 124  | 86 666  |
| Eltérés:       |        | +1,50 % | -1,95 % | -4,89 % |

| Év:            | 2023.  | 2024.   |
| -------------- | ------ | ------- |
| Emberek száma: | 87 135 | 86 666  |
| Eltérés:       |        | -0,53 % |

## A Csacai járás települései
- Berekfalu (Olešná)
- Csaca (Čadca)
- Cserne (Čierne)
- Dlhavölgy (Dlhá nad Kysucou)
- Dombelve (Zákopčie)
- Dunajó (Dunajov)
- Felsőzboró (Zborov nad Bystricou)
- Fenyvesszoros (Svrčinovec)
- Határújfalu (Podvysoká)
- Hegyeshely (Vysoká nad Kysucou)
- Karásznó (Krásno nad Kysucou)
- Kelebény (Klubina)
- Klokocsóvölgy (Klokočov)
- Kornyavölgy (Korňa)
- Óbeszterce (Stará Bystrica)
- Ócsad (Oščadnica)
- Radoska (Radôstka)
- Szaniszlófalva (Staškov)
- Sziklaszoros (Skalité)
- Trencsénmakó (Makov)
- Trencsénrákó (Raková)
- Turzófalva (Turzovka)
- Újbeszterce (Nová Bystrica)